# À l'infini
Albums de Tal
Le Droit de rêver
(2012) À l'infini Live Tour
(2014)
Singles
1. Danse
Sortie : 31 mai 2013
2. À l'international
Sortie : 22 juillet 2013
3. Le passé
Sortie : 8 octobre 2013
4. Maintenant ou jamais
Sortie : 4 mars 2014
5. Marcher au soleil
Sortie : 1er juin 2014

À l'Infini est le deuxième album de la chanteuse Tal sorti le 2 septembre 2013 sous le label Warner Music France. Une réédition collector de l'album, contenant des versions unplugged des chansons de l'édition standard et un duo inédit avec Alizée ainsi qu'avec sa mère Sem Azar, est commercialisée le 2 décembre 2013.

## Liste des pistes
| 1.  | Danse (feat. Flo Rida)                | Stanley Isaac Breyan, Manon Romiti, Silvio Lisbonne, Dillard Tramar | Dalvin, Julio Masidi, Tal                                        | Gary Fico           | 2:52 |
| 2.  | À l'international                     | François Welgryn                                                    | Dalvin, Jakalone, Tal, Tiery-F                                   | Gary Fico, Tiery-F  | 3:26 |
| 3.  | Une autre personne                    | Ralph Beaubrun, Tal                                                 | Dalvin, Jakalone, Tiery-F                                        | Fico                | 4:09 |
| 4.  | À l'Infini                            | Romiti, Sia Furler, Lisbonne                                        | Pierre-Antoine Melki, Raphaël Judrin, Furler                     | soFLY & Nius        | 3:47 |
| 5.  | Marcher au soleil                     | Sylvie Lorain Berger                                                | Jean-Noël Wilthien, Laurent Wilthien, Matthieu Tosi, Nick Mckerl | Skydancers          | 3:22 |
| 6.  | Tombé du ciel                         | Peter Bjørnskov, Tal                                                | Pilfinger                                                        | Pilfinger           | 3:21 |
| 7.  | Pas celle qu'on impressionne          | Tal, Tunisiano                                                      | Angelika Vee, J-N. Wilthien, L. Wilthien, Tosi, Nick Mckerl      | Skydancers          | 3:19 |
| 8.  | Le passé                              | Lorain Berger, Tal                                                  | L'aura Marciano, Nicolas Lassi                                   | Marciano            | 2:54 |
| 9.  | Sans un regard                        | Ross Golan, Supa Jay                                                | Pierre-Antoine Melki, Raphaël Judrin, Golan                      | soFLY & Nius, Golan | 3:41 |
| 10. | #Cash                                 | Rachel Royale, Tony Nilsson adapté en français par Romiti, Lisbonne | Royale, Nilsson                                                  | Skydancers          | 4:09 |
| 11. | Something New (Get Off)               | Zshakira Gray                                                       | Da Beatfreakz                                                    | Da Beatfreakz       | 3:30 |
|     | Bonus                                 |                                                                     |                                                                  |                     |      |
| 12. | Pas toi                               | Jean-Jacques Goldman                                                | Goldman                                                          | Trak Invaders       | 4:07 |
| 13. | Danse (Pop Version)                   | Manon Romiti, Silvio Lisbonne                                       | Dalvin, Julio Masidi, Tal                                        | Fabien Squillante   | 2:43 |
| 14. | Une autre personne (feat. Little Mix) | Ralph Beaubrun, Tal                                                 | Dalvin, Tiery-F                                                  | Fico, Tiery-F       | 3:41 |

| 1.  | Danse (feat. Flo Rida)                | Stanley Isaac Breyan, Manon Romiti, Silvio Lisbonne, Dillard Tramar | Dalvin, Julio Masidi, Tal                                        | Gary Fico           | 2:52 |
| 2.  | À l'international                     | François Welgryn                                                    | Dalvin, Jakalone, Tal, Tiery-F                                   | Fico, Tiery-F       | 3:26 |
| 3.  | Une autre personne                    | Ralph Beaubrun, Tal                                                 | Dalvin, Jakalone, Tiery-F                                        | Fico                | 4:09 |
| 4.  | À l'infini                            | Romiti, Sia Furler, Lisbonne                                        | Pierre-Antoine Melki, Raphaël Judrin, Furler                     | soFLY & Nius        | 3:47 |
| 5.  | Marcher au soleil                     | Sylvie Lorain Berger                                                | Jean-Noël Wilthien, Laurent Wilthien, Matthieu Tosi, Nick Mckerl | Skydancers          | 3:22 |
| 6.  | Tombé du ciel                         | Peter Bjørnskov, Tal                                                | Pilfinger                                                        | Pilfinger           | 3:21 |
| 7.  | Pas celle qu'on impressionne          | Tal, Tunisiano                                                      | Angelika Vee, J-N. Wilthien, L. Wilthien, Tosi, Nick Mckerl      | Skydancers          | 3:19 |
| 8.  | Le passé                              | Lorain Berger, Tal                                                  | L'aura Marciano, Nicolas Lassi                                   | Marciano            | 2:54 |
| 9.  | Sans un regard                        | Ross Golan, Supa Jay                                                | Pierre-Antoine Melki, Raphaël Judrin, Golan                      | soFLY & Nius, Golan | 3:41 |
| 10. | #Cash                                 | Rachel Royale, Tony Nilsson adapté en français par Romiti, Lisbonne | Royale, Nilsson                                                  | Skydancers          | 4:09 |
| 11. | Something New (Get Off)               | Zshakira Gray                                                       | Da Beatfreakz                                                    | Da Beatfreakz       | 3:30 |
| 12. | Moi Je Parle                          | Christine Roy, Christophe Emion                                     | Tiery-F, Tal                                                     | Gary Fico, Tiery-F  | 3:50 |
| 13. | Pas Toi                               | Jean-Jacques Goldman                                                | Jean-Jacques Goldman                                             | Trak Invaders       | 4:07 |
| 14. | Une Autre Personne (feat. Little Mix) | Ralph Beaubrun, Tal                                                 | Tiery-F, Dalvin                                                  | Gary Fico, Tiery-F  | 3:41 |
| 15. | M'En Aller, Pt. II                    | Canardo, Jerôme Rejasse, Tal                                        | Tiery-F, Jakalone                                                | Tiery-F             | 3:05 |
| 16. | Jealousy                              | Jason Gill, Mattias Larsson, Robin Fredriksson, Tove Lo             | Jason Gill, Mattias Larsson, Robin Fredriksson, Tove Lo          | Jason Gill          | 3:45 |
| 17. | Maintenant ou Jamais (feat. Dry)      | Dry                                                                 | Renaud Rebillaud                                                 |                     | 4:03 |

| 1.  | Danse                          | Manon Romiti, Silvio Lisbonne         | Dalvin, Julio Masidi, Tal                                        | Fabien Squillante | 2:52 |
| 2.  | À l'international              | François Welgryn                      | Dalvin, Jakalone, Tal, Tiery-F                                   | Fabien Squillante | 3:54 |
| 3.  | Une autre personne             | Ralph Beaubrun, Tal                   | Dalvin, Jakalone, Tiery-F                                        | Fabien Squillante | 3:41 |
| 4.  | À l'Infini                     | Romiti, Sia Furler, Lisbonne          | Pierre-Antoine Melki, Raphaël Judrin, Furler                     | Fabien Squillante | 2:52 |
| 5.  | Marcher au soleil              | Sylvie Lorain Berger                  | Jean-Noël Wilthien, Laurent Wilthien, Matthieu Tosi, Nick Mckerl | Fabien Squillante | 3:33 |
| 6.  | Tombé du ciel                  | Peter Bjørnskov, Tal                  | Pilfinger                                                        | Fabien Squillante | 3:44 |
| 7.  | Pas celle qu'on impressionne   | Tal, Tunisiano                        | Angelika Vee, J-N. Wilthien, L. Wilthien, Tosi, Nick Mckerl      | Fabien Squillante | 3:20 |
| 8.  | Le passé                       | Lorain Berger, Tal                    | L'aura Marciano, Nicolas Lassi                                   | Fabien Squillante | 3:09 |
| 9.  | Sans un regard                 | Ross Golan, Supa Jay                  | Pierre-Antoine Melki, Raphaël Judrin, Golan                      | Fabien Squillante | 4:14 |
| 10. | Moi je parle                   | Christine Roy, Christophe Emion       | Tiery-F, Tal                                                     | Fabien Squillante | 4:04 |
| 11. | Makom Ledeaga (feat. Sem Azar) | Yehonatan Gefen                       | Matti Caspi                                                      |                   | 3:59 |
| 12. | Le Tourbillon (feat. Alizée)   | Serge Rezvani                         | Serge Rezvani                                                    |                   | 2:35 |
| 13. | Carlyne                        | Fabien Squillante, Fanny Mancini, Tal | Fabien Squillante                                                | Fabien Squillante | 4:35 |

| Summer Edition | Summer Edition | Summer Edition | Summer Edition | Summer Edition | Summer Edition | Summer Edition | Summer Edition | Summer Edition | Summer Edition |
| No             | Titre          | Paroles        | Musique        | Réalisateur(s) | Durée          |                |                |                |                |
| -------------- | -------------- | -------------- | -------------- | -------------- | -------------- | -------------- | -------------- | -------------- | -------------- |

## Vidéoclips (DVD)
1. Danse (feat. Flo Rida) (Clip officiel) - 2:52
2. À l'international (Clip officiel) - 3:25
3. Le passé (Clip officiel) - 2:56
4. Maintenant ou jamais (feat. Dry) (Clip officiel) - 4:04
5. Marcher au soleil (Clip officiel) - 3:23

## Classements

### Classements hebdomadaire
| Classement (2013-14)         | Meilleure position |
| ---------------------------- | ------------------ |
| Belgique (Flandre Ultratop)  | 156                |
| Belgique (Wallonie Ultratop) | 3                  |
| Suisse (Schweizer Hitparade) | 45                 |
| France (SNEP)                | 3                  |

### Certification
| Pays          | Certifications |
| ------------- | -------------- |
| France (SNEP) | 4 × Platine    |